# آنجیابه
آنجیابه (به لاتین: Anjiabe) یک منطقهٔ مسکونی در ماداگاسکار است که در ماندریتسارا واقع شده‌است. آنجیابه ۷٬۰۰۰ نفر جمعیت دارد و ۲۵۶ متر بالاتر از سطح دریا واقع شده‌است.